# Таджикистан на зимних Олимпийских играх 2006
Таджикистан принимал участие в Зимних Олимпийских играх 2006 года в Турине (Италия) во второй раз за свою историю, но не завоевал ни одной медали. Сборную страны представлял единственный спортсмен — горнолыжник Андрей Дрыгин, который выступил на своей второй подряд Олимпиаде и стартовал в трёх гонках. На церемонии закрытия знаменосцем сборной был один из тренеров сборной Абдугафар Шарифов.

## Результаты

### Горнолыжный спорт
Мужчины
| Спортсмен     | Дисциплина        | Результат | Результат | Результат | Результат | Результат |
| Спортсмен     | Дисциплина        | 1-й спуск | 2-й спуск | Время     | Место     |           |
| ------------- | ----------------- | --------- | --------- | --------- | --------- | --------- |
| Андрей Дрыгин | Скоростной спуск  | —         | —         | 1:59.41   | 51        |           |
| Андрей Дрыгин | Супергигант       | —         | —         | 1:37.85   | 51        |           |
| Андрей Дрыгин | Гигантский слалом | DNF       | DNF       | DNF       | DNF       |           |